# Абу Малік I
Абу Малік I Абд аль-Вахід аль-Заяні (араб. أبو مالك عبد الواحد الزياني; д/н — 26 червня 1430) — 17-й султан Держави Заянідів в 1411—1424 і 1428—1430 роках.

## Життєпис
Син султана Абу Хамму II (менш імовірно, що Абу Ташуфіна II). 1411 року за підтримки Маринідів повстав проти брата — султана Саїда I. В ніч з 2 на 3 листопада підступом захопив Тлемсен, чим виклика розгардіяш в таборі суперника. Зрештою той втік на схід, де невдовзі загинув.
Підтвердив зверхність Маринідів на своєю державою. Разом з цим закріпив кордони держави на сході та заході, уклавши мирні угоди з Маринідами і Хафсідами, в яких перед тим відвоював Алжир та долину Шеліффу. Завдяки цьому вдалося повернути всередині держави політичну й економічну стабільність. Підтримував літераторів та науковців.
1420 року підтримав Абд аль-Хакка II у боротьбі з іншими претендентами в Марокко. 1424 року повалений небожем Абу Абдаллахом. Втік до Марокко, де марно сподівався на допомогу.
Зрештою перебрався до двору Хафсідів, з яким ще до того намагався почати перемовини через сина Аль-Мустансира. У квітні-травні 1428 року війська останніх відновили Абу Маліка I на троні в Тлемсені. Але султан мусив визнати зверхність Хафсідів та передати їм Алжир. Абу Абдаллах II втік до арабських племен, з якими 1430 року атакував столицю, яку невдовзі захопив. Абу Маліка I було страчено.